# WTA Mumbai Open 2017
Il WTA Mumbai Open 2017, noto anche per motivi di sponsorizzazione come L&T Mumbai Open 2017, è stato un torneo professionistico di tennis femminile giocato sul cemento. È stata la 2ª edizione del torneo, che fa parte del WTA Challenger Tour 2017. Si è giocato al Cricket Club of India di Mumbai in India dal 20 al 26 novembre 2017.

## Partecipanti

### Teste di serie
| Nazionalità | Giocatrice        | Ranking* | Testa di serie |
| ----------- | ----------------- | -------- | -------------- |
| Bielorussia | Aryna Sabalenka   | 79       | 1              |
| Romania     | Ana Bogdan        | 111      | 2              |
| Belgio      | Yanina Wickmayer  | 113      | 3              |
| Australia   | Arina Rodionova   | 117      | 4              |
| Regno Unito | Naomi Broady      | 122      | 5              |
| Australia   | Lizette Cabrera   | 139      | 6              |
| Canada      | Carol Zhao        | 150      | 7              |
| Russia      | Irina Khromacheva | 162      | 8              |

* Ranking al 13 novembre 2017.

### Altre partecipanti
Le seguenti giocatrici hanno ricevuto una wild card per il tabellone principale:
- Rutuja Bhosale
- Zeel Desai
- Ankita Raina
- Karman Thandi

Le seguenti giocatrici sono passate dalle qualificazioni:
- Ana Bogdan
- Deniz Khazaniuk
- Hiroko Kuwata
- Alizé Lim

## Campionesse

### Singolare
Aryna Sabalenka ha sconfitto in finale  Dalila Jakupovič col punteggio di 6–2, 6–3.

### Doppio
Victoria Rodríguez /  Bibiane Schoofs hanno sconfitto in finale  Dalila Jakupovič /  Irina Khromacheva col punteggio di 7–5, 3–6, [10–7].